# تحويل كتلة حيوية إلى سائل

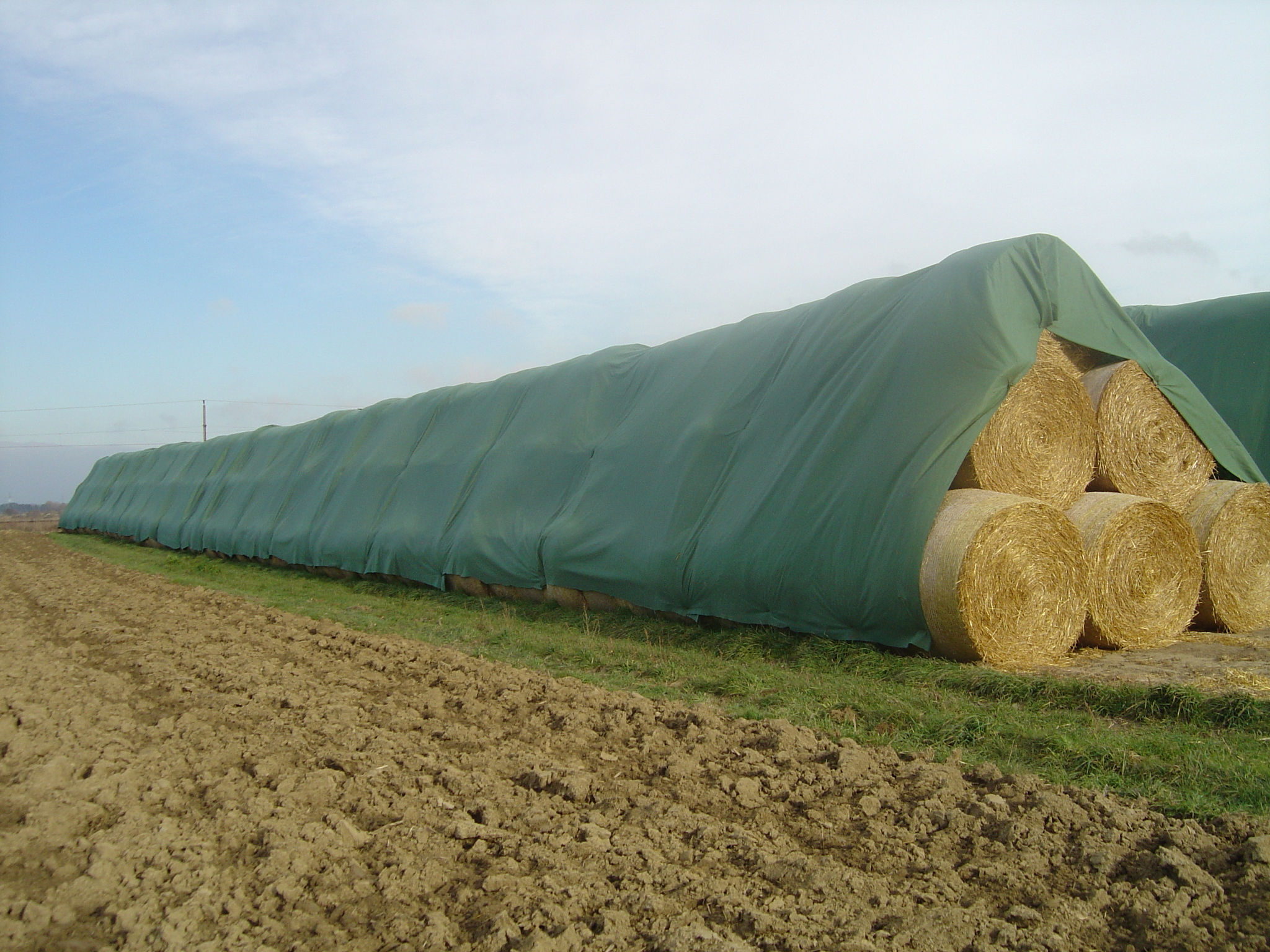

تحويل كتلة حيوية إلى سائل هي عملية متعددة الخطوات لإنتاج الوقود الهيدروكربوني الاصطناعي المصنوع من الكتلة الحيوية عبر طُرق كيميائية. وقد أطلق على هذا الوقود اسم غراسولين. تسمية لأنواع الوقود السائل التي يمكن أن تنتج تقريباً من جميع أنواع الكتلة الحيوية، على سبيل المثال، من الخشب وبقايا المحاصيل الزراعية. هي كيميائيا نقية جدا، وبالتالي يتسبب حرقها في انبعاثات منخفضة. بالإضافة إلى ذلك، فهي إلى حد كبير محايدة بالنسبة لثاني أكسيد الكربون ذلك بسبب أن هذا الغاز امتصته النباتات في وقت سابق من الهواء.